# Григорьев, Николай Дмитриевич (архитектор)
Николай Дмитриевич Григорьев (1840—1895) — русский архитектор.

## Биография
Родился 19 (31) января 1840 года.
Учился в Академии художеств с 1860 по 1867 год; в 1864 году окончил курс наук, в 1867 году — звание свободного художника-архитектора.
После окончания в 1867 году Академии художеств выполнял частные заказы в Санкт-Петербурге. В 1880 году его пригласили в Нижний Новгород на должность архитектора городской управы. Он принял участие в конкурсе на проект здания реального училища (Большая Покровская улица, 37), дорабатывал его окончательный вариант и сопровождал строительство. В 1881—1883 годах участвовал в разработке генерального плана развития Нижнего Новгорода, осуществлял земляные нивелировочные работы в районе улицы Белинского.
В 1881 году по своему проекту возвёл трёхэтажный доходный дом купца И. Мокеева (Большая Покровская улица, 20); в 1883 году перестроил здание XVIII века первой городской аптеки (Варварская улица, 4) и подновил на той же улице старинный деревянный дом Щёлоковых (Варварская улица, 8).
В 1885 году Григорьев восстанавливал после пожара корпус завода Добровых и Набгольц (Рождественская улица, 43), а также оформлял кустарно-промышленную выставку на Нижегородской ярмарке.
В 1888 году по своим проектам он построил несколько купеческих особняков: дом В. М. Рукавишникова (Большая Печёрская улица, 21), Н. А. Бугрова (Нижне-Волжская набережная, 14).
Н. Д. Григорьев был архитектором городской управы до 1893 года. Последней его работой стало здание редакции «Нижегородского листка» (Большая Покровская улица, 24).
Умер в 1895 году. Был похоронен на Казанском кладбище при Нижегородском Крестовоздвиженском монастыре.